# Palazzo in via Foria 242
Il Palazzo in via Foria 242 è un palazzo storico di Napoli, ubicato nell'omonima strada.
Il tracciato dell'attuale via Foria venne completato nel 1766; nella Mappa del Duca di Noja, risalente al 1775, tutto l'isolato attualmente compreso tra i civici 242 e 222 appartiene ancora al Monastero di Santa Maria Avvocata dei Peccatori, tuttavia nel decennio successivo tale isolato venne lottizzato e venduto a dei privati che commissionarono una serie di quattro edifici all'architetto Pompeo Schiantarelli.
Tale palazzo si presenta come un sobrio edificio neoclassico di quattro piani (con il nobile che si distingue per l'alternanza di timpani triangolari e curvi al di sopra delle cornici delle finestre). Al centro del basamento listato si apre il portale d'accesso che permette di raggiungere prima il breve androne e poi il cortile a pianta rettangolare sulla cui parete di fondo si innalza una splendida scala aperta che presenta su ogni livello un'unica grande arcata ribassata affiancata ai lati da due aperture rettangolari. Come negli altri palazzi della serie eretta dallo Schiantarelli la scala aperta funge sia da "fondale scenografico" del cortile, sia da elemento di separazione tra il cortile medesimo e il giardino privato.
Allo stato attuale il palazzo è un condominio privato ben tenuto.